# 오스트레일리언 셰퍼드

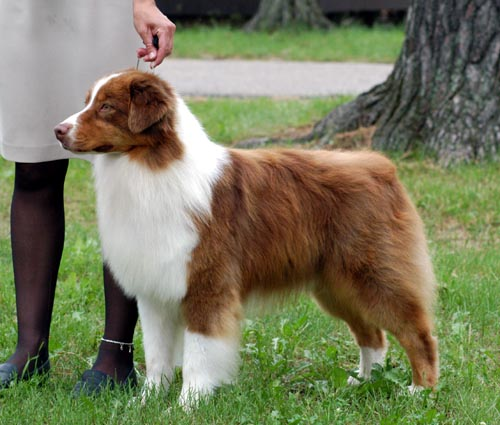
오스트레일리언 셰퍼드

오스트레일리언 셰퍼드(영어: Australian Shepherd)는 미국 캘리포니아주 원산의 목양견 종이다. 애칭은 오지(Aussie)이다.
오스트레일리언 셰퍼드는 미국에서 온 목축견의 품종이다. 19세기에 캘리포니아에서 개발 된 이 품종은 호주와 뉴질랜드에서 수입된 양과 함께 캘리포니아로 수입2된 보더콜리를 포함한 다양한 목축 품종에서 유래했다고 주장한다. 원래는 목축견으로만 사용되었던 오스트레일리언 셰퍼드(Australian Shepherd)는 북미에서 가장 인기 있는 반려견 품종 중 하나가 되었다.

## 역사
오스트레일리언 셰퍼드는 19세기 캘리포니아에서 양치기 개로 캘리포니아 양치기를 위해 개발되었다. 오스트레일리언 셰퍼드(Australian Shepherd)는 호주와 뉴질랜드의 보더콜리를 포함하여 양을 수입하여 캘리포니아로 수입 한 다양한 목축견에서 개발 된 것으로 믿어지며, 이 조상에서 이름을 따온 것이었다. 때때로 바스크 양치기 개와 피레네 양치기 개도 이 품종의 조상 중 하나라고 주장한다. 
오스트레일리언 셰퍼드는 캘리포니아에서 미국 서부 전역에 퍼져서 양의 일하는 특성과 소 및 기타 가축을 처리하는 능력을 중요시하는 목장 주인들에게 매우 인기를 얻었다. 순전히 일하는 품종인 오스트레일리언 셰퍼드는 20세기 중반 로데오 공연자 제이 리스터 (Jay Lister)가 호주 셰퍼드와 함께 서부 주 전역의 로데오에서 묘기 공연을 펼칠 때 까진 축산업 밖에서 거의 알려지지 않았다. 이 품종을 홍보하기 위한 품종 클럽이 곧 결성되었으며, 미국의 호주 셰퍼드 클럽 (Australian Shepherd Club of America)이 설립되었으며, 1979년에 미국 켄넬 클럽 (United Kennel Club)이 이 품종을 인정했을 때 켄넬 클럽이 인정되었다.   이 품종은 1990년대에 아메리칸 켄넬 클럽(American Kennel Club)에 의해 이후에 Fédération Cynologique Internationale에 의해 인정되었다.  
20 세기 후반부터 오스트레일리언 셰퍼드는 컨포메이션 쇼에서 점점 더 많이 등장했으며 매우 인기있는 반려견이 되었다. 2019년 아메리칸 켄넬 클럽(American Kennel Club)에서 미국에서 15번째로 인기있는 개 품종으로 선정되었다.

### 외관
오스트레일리언 셰퍼드는 중간 크기의 운동용 품종이다. 오스트레일리언 셰퍼드는 일반적으로 18 ~ 23 인치 (46 ~ 58cm)이고 무게는 35 ~ 70 파운드 (16 ~ 32kg)이다. 미국 켄넬 클럽(United Kennel Club)의 품종 표준에 따르면 개는 20 ~ 23 인치 (51 ~ 58cm), 암컷은 18 ~ 21 인치 (46 ~ 53cm) 사이 이어야 한다. 표준은 개별 동물이 이러한 제한을 약간 초과하도록 허용한다.
오스트레일리언 셰퍼드는 촘촘한 밑털과 거친 탑 코트가 있는 중간 정도의 길고 물결 모양의 이중 털을 가지고 있다. 털은 얼굴이 짧고 다리 뒤쪽에 깃털이 많이 있다.   이 품종은 독특한 색채와 다양한 털 패턴으로 유명하며, 털을 공유하는 두 마리 이상의 개는 없다. 품종 표준은 청색, 적색, 단색 검정 또는 단색 빨강, 흰색 표시 유무와 황갈색 점 유무에 관계없이 허용한다.
품종의 예는 길거나 자연적으로 단 꼬리 (짧은 꼬리)로 태어날 수 있다. 전통적으로 긴 꼬리를 가진 개는 꼬리가 고정되어 있었지만, 현대 품종 표준은 긴 꼬리를 가진 개를 허용한다.

### 기질
오스트레일리언 셰퍼드는 지적이고 활동적이며 충성스럽고 보호적이고 장난스럽고 적응력이 있는 것으로 묘사된다. 현대의 품종은 주로 애완 동물을 위해 사육되지만, 이 많은 사람들이 강한 목축 본능을 유지하고 있으며, 반려견이 아이들이나 다른 애완 동물을 키우려고 하는 것은 드문 일이 아니다. 매우 활동적인 품종 인 오스트랄리안 셰퍼드는 적절한 운동을 하지 않으면 파괴적인 것으로 알려져 있다.

### 건강
오스트레일리언 셰퍼드는 일반적으로 건강한 품종이지만 몇 가지 건강 문제가 있을 수 있다. 시력 문제가 흔하며 간질도 문제이다. 장애견 대 장애견 번식에서 두 개의 장애 유전자 사본을 물려받은 강아지는 시각 장애 또는 청각 장애로 태어날 위험이 증가한다.
인류 호주 양치기와 크기가 비슷한 품종의 평균 수명은 대부분 11 ~ 13년이다.
1998년 인터넷 설문 조사에서 614 마리의 오스트랄리안 셰퍼드를 대상으로 한 결과 평균 수명은 약 12.5년이지만 그 수명은 줄어들 수 있다.
병적 상태 48마리의 아직 살아있는 개의 샘플을 기반으로, 소유자가 지적한 가장 일반적인 건강 문제는 눈 문제(적목현상, 유두, 결막염 및 백내장)였다.피부과 및 호흡기 문제도 높은 순위를 차지했다.  
콜리 눈 기형 (CEA)은이 이 견종에서 드물지만 호주내에서는 백내장이 우려된다. 주목할만한 다른 상태로는 홍채 대장균, 송곳니 고관절 이성형증,Pelger-Huet 기형, 갑상선 기능 저하증 및 코 태양 피부염이 있다. 번식 전에 Aussie는 엉덩이 및 팔꿈치 이형성증을 확인하고 개가 MDR1 돌연변이, 백내장 돌연변이 및 CEA가 없음을 보여주기 위해 수행된 DNA 검사를 받아야 한다. 검사에는 갑상선 증 및 대장균, 진행성 망막 위축 및 망막 주름과 같은 다른 알려진 안 질환에 대한 제거 검사도 포함되어야 한다.
일부 호주 셰퍼드 (콜리, 저먼셰퍼드 및 기타 많은 목 축견)는 MDR1 유전자의 유전 적 돌연변이에 취약하다. 돌연변이가 있는 개는 고용량의 ivermectin과 같은 항 기생충 제 및 기타 약물로 인해 독성을 겪을 수 있다. 특정 개가 돌연변이 유전자를 가지고 있는지 확인하기 위한 검사가 가능하다.
고관절 이형성증  고관절 이형성증은 대퇴골이 고관절의 골반 소켓에 단단히 맞지 않는 유전성 질환이다. 이 문제는 임상 징후가 있든 없든 존재할 수 있으며, 일부 개는 뒷다리 한쪽 또는 양쪽에 통증을 느낀다.
더블 멀
이중 멀의 비정상적인 눈의 예, "치명적인 흰색", Australian Shepherd : 비정상적으로 작은 왼쪽 눈은 소안 구증으로 알려져 있으며 동공은 중앙이 아닌 아 탈구의 징후를 보인다. 이중 멀 또는 동형 접합 멀은 두 멀 부모의 자손이 우성 멀 유전자의 두 사본을 물려받을 때 발생한다. 이 확률은 그러한 새끼에서 태어난 새끼 한 마리당 25%이다. Double merle은 종종 과도한 빛이나 흰색 영역을 가지고 있으며 두 개의 merle 유전자를 가지고 있기 때문에 청각 및 시각 문제가 발생할 수 있다. Homozygous merles는 청각 장애 또는 맹인이거나 홍채 대장균, 망막 박리, 백내장, 지속적인 동 공막, 수정체의 변위, 적도 포도상 종, 야맹증 및 소안 구증을 나타낼 수 있다. 청각 장애 또는 청각 장애는 일반적으로 외이도를 닫은 상태에서 강아지가 태어난 후에 발생한다. 이중 멀의 흰색은 달팽이관의 유모 세포를 둘러싼 내 림프에서 높은 칼륨 수준을 제공하는 멜라닌 세포가 부족하기 때문에 생성된다. 손상을 줄일 수있는 수술이나 치료는 없다. 청력 상실은 개가 가진 색소 세포의 양과 직접적으로 관련이 있다. 귀에 부족한 동일한 색소가 눈에도 부족하여 발달에 영향을 미칠 수 있다. 많은 사람들이 파란 눈을 가진 개만 눈에 문제가 있다고 믿지만 그것은 정확하지 않다. 눈의 문제와 파란 눈의 대조로 인해 파란 눈의 개들의 눈 상태는 훨씬 더 쉽게 발견 할 수 있다.
모든 동형 접합 멀이 영향을받는 것은 아니지만 대부분은 두 멀의 번식을 매우 민감한 주제로 만든다. 일부 브리더는 대부분 흰 강아지를 안락사 시키는 반면, 다른 사람은 건강 결함의 가능성을 밝히지 않고 희귀한 오스트레일리안 셰퍼드로 팔려고 시도 할 수 있다. 판매된 동형 접합 멀의 상당 부분은 결국 구조 및 보호소로 보내진다. 일반 가족은 청각 장애인이나 맹인 애완 동물을 데려 갈 준비가 되어 있지 않기 때문이다. 그러나 청각 장애인 또는 맹인 호주 목자들은 특별한 필요를 위해 준비된 가정에서 멋진 애완 동물을 만들 수 있다. 그들은 일반적으로 수신호를 쉽게 배우는 지적인 품종이다.
"치명적인 백색"이라는 용어는 치명적인 백색 증후군을 가지고 태어난 말에서 유래했으며, 이후 이중 멀 (double merle) 특성을 가진 개를 종종 묘사하도록 진화했다. 이 특성은 많은 품종에서 발견되지만 가장 일반적으로 호주 목자에서 발견된다. 이 유전 적 상태가 개에게 치명적이지 않기 때문에 "치명적인 흰색"이라는 이름은 잘못된 이름이다. 새끼를 낳은 직후에 새끼를 도살하여 치명적일 경우가 종종 있다. 많은 사람들이 "치명적인 백인"이라는 용어를 경멸 적이라고 생각한다. 
활동  다른 목축 품종과 마찬가지로 이 개는 많은 개 스포츠, 특히 목축, 개 민첩성, 프리스비 및 플라이볼에서 탁월하다. 목축 본능과 훈련 가능성은 비경쟁 본능 테스트에서 측정 할 수 있다. 기본적인 목축 본능을 보이는 호주인들은 ASCA 스톡 개 실험이나 AKC 목축 이벤트에서 경쟁하도록 훈련받을 수 있다. 
개는 앞다리와 뒷다리가 교차하는 보폭을 가지고 있어 "가장자리에"속도가 나타난다. 개는 본능적으로 "빠른"자세를 사용하여 자신을 걷어차려는 소를 처리한다. 또한 엉덩이와 다리가 튼튼하여 빠른 가속과 높은 점프가 가능하며 때로는 1.3m (4 피트)까지 올라간다.  
Pockets라는 이름의 오스트랄리안 셰퍼드는 AKC 역사상 가장 나이가 많은 개로 알려져 있으며 15세 5주에 Rally Novice 타이틀을 획득했다.